# Уинн (приход)
Уи́нн (англ. Winn Parish, фр. Paroisse de Winn) — приход штата Луизиана, США. Официально образован в 1852 году. По состоянию на 2010 год, численность населения составляла 15 313 человек.

## География
По данным Бюро переписи США, общая площадь прихода равняется 2 478,632 км2, из которых 2 460,502 км2 — суша, и 17,353 км2, или 0,700 %, — это водоёмы.

## Население
По данным переписи населения 2000 года на территории прихода проживает 16 894 жителя в составе 5930 домашних хозяйств и 4 234 семей. Плотность населения составляет 7,00 человек на км2. На территории прихода насчитывается 7502 жилых строения, при плотности застройки около 3,00-х строений на км2. Расовый состав населения: белые — 66,27 %, афроамериканцы — 32,03 %, коренные американцы (индейцы) — 0,50 %, азиаты — 0,16 %, гавайцы — 0,05 %, представители других рас — 0,13 %, представители двух или более рас — 0,86 %. Испаноязычные составляли 0,87 % населения независимо от расы.
В составе 32,60 % из общего числа домашних хозяйств проживают дети в возрасте до 18 лет, 51,80 % домашних хозяйств представляют собой супружеские пары, проживающие вместе, 15,30 % домашних хозяйств представляют собой одиноких женщин без супруга, 28,60 % домашних хозяйств не имеют отношения к семьям, 26,20 % домашних хозяйств состоят из одного человека, 12,90 % домашних хозяйств состоят из престарелых (65 лет и старше), проживающих в одиночестве. Средний размер домашнего хозяйства составляет 2,55 человека, и средний размер семьи 3,07 человека.
Возрастной состав прихода: 24,80 % — моложе 18 лет, 9,60 % — от 18 до 24, 28,90 % — от 25 до 44, 22,70 % — от 45 до 64, и 14,00 % — от 65 и старше. Средний возраст жителя прихода — 36 лет. На каждые 100 женщин приходится 110,80 мужчин. На каждые 100 женщин старше 18 лет приходится 113,20 мужчин.
Средний доход на домохозяйство прихода составлял 25 462 USD, на семью — 31 513 USD. Среднестатистический заработок мужчины был 29 094 USD против 17 939 USD для женщины. Доход на душу населения составлял 11 794 USD. Около 17,00 % семей и 21,50 % общего населения находились ниже черты бедности, в том числе — 28,40 % молодёжи (тех, кому ещё не исполнилось 18 лет) и 24,20 % тех, кому было уже больше 65 лет.